# قرية العليا
قرية العليا مدينة سعودية والعاصمة الإدارية لمحافظة قرية العليا التابعة للمنطقة الشرقية في المملكة العربية السعودية.

## الموقع
تقع في المنطقة الشرقية وفي الصمان تحديداً شمال شرق مدينة الرياض بمسافة 350 كلم، وشمال غرب مدينة الدمام بمسافة 280 كلم، وتبعد عن حدود السعودية مع الكويت جنوباً بمسافة 150 كلم، وتتبع إدارياً إمارة المنطقة الشرقية ويتبعها نحو 22 مركزاً تقع على مسافات مختلفة أقربها يبعد 15 كلم وأبعدها 190 كلم، وتبلغ المسافة التي تشرف عليها محافظة قرية العليا 260 كم تقريباً.

## السكان
ويبلغ عدد سكانها حسب إحصاء عام 2011 ب 50,000 نسمة 80% منهم سعوديون. وفي أهل قرية العليا
بعد معركة الجهراء يقول محمد بن عثيمين أحد شعراء نجد:

## التاريخ
قرية العليا من المدن القديمة جداً من حيث إنشائها حيث كانت مورد ماء للبادية الرحل، ثم نزلها الإخوان من قبيلة مطير برئاسة الدوشان زعماء قبيلة مطير وهم هايف بن شقير الدويش وردن بن وطبان الدويش وسعود الاصقه الدويش وبنوا عليها هجرة لهم في عام 1920 م . وكانت أهميتها قديماً تكمن في أنها كانت محطة عبور للحجاج القادمين عن طريق البصرة والبحرين إلى مكة المكرمة ولكثرة حركة المرور بها ولقربها من الحدود مع الكويت والعراق تم بعهد جلالة عبد العزيز آل سعود آل سعود إنشاء قصر عالي وباشراف الأمير سعود بن عبد الله بن جلوي آل سعود حاكم الإحساء في عام 1355هـ- 1936م، وافتتحه الملك سعود بن عبد العزيز وهو أحد أهم المعالم الأثرية في منطقة الصمان عموماً ليصبح مجمعاً للإدارات الحكومية بقرية العليا وهي كما يلي:
- مالية قرية العليا وهي من فرع وزارة المالية عام 1351هـ- 1932م.
- جمرك قرية العليا
- مديرية الشرطة التابعة للأحساء ومقرها قرية العليا
- مركز بريد قرية العليا الذي تأسس في 1361هـ- 1942م
- مركز لاسلكي قرية العليا الذي تأسس عام 1354هـ
- إدارة الجوازات والجنسية وكانت تتبع أمير قرية العليا
- إمارة قرية العليا وكانت تتبع إمارة الأحساء حتى تم نقلها إلى الدمام
- فرع سلاح الحدود وخفر السواحل

## الاقتصاد
تتميز قرية العليا بخصوبة الأرض ووفرة المياه على أعماق قريبة جداً من السطح ويوجد بالمحافظة حوالي 2,000 مزرعة تنتج ما مجموعة 250,000 طن من القمح وهو ما يعادل نصف احتياجات السعودية من القمح سنوياً، وتحتوي على أكثر من 5 ملايين رأس من الماشية.